# Convenzione di Ginevra del 1864
La Convenzione per il miglioramento delle condizioni dei militari feriti in guerra, riguardante il trattamento dei caduti in battaglia, fu adottata il 22 agosto 1864 a Ginevra (Svizzera).

## Storia
La convenzione venne ispirata dalle esperienze di un uomo d'affari svizzero, Henry Dunant, che vide di persona le sofferenze dei 40.000 soldati feriti durante la sanguinosa battaglia che contrappose l'esercito franco-piemontese e quello austriaco nei pressi di Solferino. All'epoca non esistevano meccanismi per accordare tregue e recuperare i feriti, che venivano solitamente lasciati a morire a causa delle ferite o della sete.
Dunant, insistendo sulla propria imparzialità tra le due parti, riuscì a convincere gli abitanti dei villaggi vicini a portare quel minimo di soccorso che era loro possibile. Sulla sua esperienza scrisse un libro, Un Souvenir de Solférino, che descrive gli orrori cui aveva assistito e chiedeva la fondazione di un corpo civile volontario di soccorso, che si prendesse cura dei feriti in battaglia.
Nel 1863, La "Società Ginevrina per il Benessere Pubblico" accolse il suo appello e creò un comitato di cinque persone, che divenne noto come il Comitato Internazionale della Croce Rossa. 

## Contenuto
Nel 1864, il comitato raccolse i rappresentanti di 11 Stati europei e degli Stati Uniti che adottarono la Prima Convenzione di Ginevra, un trattato pensato per salvare delle vite, per alleviare la sofferenza del personale militare ferito o ammalato, e per proteggere i civili che portavano soccorsi.
La conferenza approvò anche l'emblema: la croce rossa in campo bianco (gli stessi colori della bandiera svizzera, ma invertendo lo sfondo con il primo piano), come simbolo protettivo per coloro i quali portavano soccorso ai feriti. La protezione dovuta fu estesa ad edifici e mezzi contrassegnati con il simbolo della Croce Rossa, con conseguente dovere di utilizzo lecito e consono di tale emblema.

## Seguiti
Nella guerra franco-prussiana del 1870-1871, la recente firma della Convenzione di Ginevra del 1864 fu addotta per lamentarne le violazioni: l'immoralità di attaccare civili disarmati non soltanto appariva "ovvia", ma indusse il 29 giugno 1871 il generale bavarese Ludwig von der Tann a diramare un fermo comunicato in cui negava le accuse ai suoi soldati di aver agito in modo barbaro nell'assedio della cittadina di Bazeilles. Eppure, ancora nel Trattato sulla legge di guerra pubblicato dallo staff del Gran Generale tedesco nel 1902, si dichiarava che "pretese umanitarie, cioè risparmiare persone e beni, può essere possibile solo nella misura in cui la natura e lo scopo della guerra lo consentano".